# Jonatan Johansson (football)
Pour les articles homonymes, voir Jonatan Johansson et Johansson.
Jonatan Lillebror Johansson (né le 16 août 1975 à Stockholm en Suède) est un joueur de football finlandais. 
Il jouait au poste d'attaquant et évoluait régulièrement au sein de la sélection finlandaise. Depuis le 1er mai 2018, il est co-entraîneur des Rangers par intérim.

## Biographie

### Débuts de carrière
Jonatan Johansson commence sa carrière au TPS Turku en Veikkausliiga, il marque 6 fois pour 32 apparitions et pour sa première saison il est appelé pour jouer pour la sélection finlandaise des moins de 21 ans.
En 1997, il est transféré à FC Flora Tallinn en Estonie devenant ainsi le premier joueur finlandais à jouer dans un club estonien. Puis il fait irruption dans l'équipe nationale de Finlande. Les supporters de la Finlande le surnomment Tintti (Tintin) car sa coupe de cheveux est similaire à celle de Tintin.

### Rangers FC
Il se fait remarquer par le grand club écossais, Glasgow Rangers, où il signe en début saison 1997 pour £ 500 000. Mais il a du mal à être intégré dans l'équipe par le manageur Walter Smith. Grâce au changement de manageur, Dick Advocaat lui donne sa chance dans l'équipe et il ne sera pas déçu car Johansson inscrira 17 buts dont 8 buts en Scottish Premier League et 5 en Coupe UEFA pour la saison 1998-99.

### Charlton
En étés 2000, Alan Curbishley décide d'améliorer son attaque en faisant venir Johansson qui signe pour Charlton en Premiership pour £ 3,25 millions. Johansson reçoit une prime de £ 250000 pour avoir sauvé le club de la relégation. Pour sa première saison, il inscrit 14 buts pour 25 apparitions avant de se blesser avant la fin de la saison. De retour de sa blessure, il ne parvient pas à faire ce qu'il avait fait auparavant, alors en janvier 2006 le club décide de le prêter à Norwich City pour le reste de la saison.

### Norwich City
Il débute très bien là-bas en inscrivant un but pour son premier match sous le maillot de Norwich City contre Ipswich Town, puis il inscrira deux autres buts face à Derby County et Stoke City.

### Malmö FF
Il signe en juillet 2006 à Malmö FF en Suède en Allsvenskan pour 1,1 million d'euros. Plus tard, son compatriote Jari Litmanen signe au club avant de partir en août 2007 à cause d'une grosse blessure. Il s'est avéré être un succès instantané au club où il inscrit 11 buts en 14 matchs pour sa première saison, ce qui permet de créer un redoutable secteur offensif au club avec Júnior. D'après le journal suédois, Nya Malmö, Johansson avait été courtisé par les Glasgow Rangers et Walter Smith déclare que c'est un grand attaquant, dangereux et un buteur lucratifs, qu'il tenait le ramener à Ibrox Stadium. Les espoirs de la signature tenaient au départ de Kris Boyd pour Birmingham City mais Boyd ne quittera pas les Rangers alors les espoirs de la signature s'envolèrent. Alors qu'il était l'un des principaux éléments du Malmö FF, il signe en novembre 2008 avec l'Hibernian Édimbourg, où il fait ses débuts le 3 janvier 2009, contre Heart of Midlothian.

### Retour en Finlande
Johansson décide de revenir dans le championnat finlandais en 2010 pour une dernière saison. Il s'engage avec le TPS Turku pour une saison, le temps d'inscrire 10 buts en 20 matchs. Il remporte aussi son dernier trophée avec la coupe de Finlande.

## Buts en sélections
| Buts | Date              | Lieu                         | Adversaire      | Résultat | Compétition                                |
| ---- | ----------------- | ---------------------------- | --------------- | -------- | ------------------------------------------ |
| 1.   | 16 mars 1996      | Koweït City (Koweït)         | Koweït          | 1-0      | Match amical                               |
| 2.   | 5 février 1998    | Limassol (Chypre)            | Chypre          | 1-1      | Tournoi international                      |
| 3.   | 22 avril 1998     | Édimbourg (Écosse)           | Écosse          | 1-1      | Match amical                               |
| 4.   | 5 septembre 1998  | Helsinki (Finlande)          | Moldavie        | 3-2      | Qualifications pour l'Euro 2000            |
| 5.   | 14 octobre 1998   | Istanbul (Turquie)           | Turquie         | 3-1      | Qualifications pour l'Euro 2000            |
| 6.   | 10 février 1999   | La Valette (Malte)           | Pologne         | 1-1      | Match amical                               |
| 7.   | 18 août 1999      | Bruxelles (Belgique)         | Belgique        | 4-3      | Match amical                               |
| 8.   | 18 août 1999      | Bruxelles (Belgique)         | Belgique        | 4-3      | Match amical                               |
| 9.   | 9 octobre 1999    | Helsinki (Finlande)          | Irlande du Nord | 4-1      | Qualifications pour l'Euro 2000            |
| 10.  | 30 avril 2003     | Vantaa (Finlande)            | Islande         | 3-0      | Match amical                               |
| 11.  | 8 février 2005    | Nicosie (Chypre)             | Lettonie        | 2-1      | Tournoi international                      |
| 12.  | 26 mars 2005      | Teplice (République tchèque) | Tchéquie        | 3-4      | Qualifications pour la Coupe du monde 2006 |
| 13.  | 6 septembre 2006  | Helsinki (Finlande)          | Portugal        | 1-1      | Qualifications pour l'Euro 2008            |
| 14.  | 6 juin 2007       | Helsinki (Finlande)          | Belgique        | 2-0      | Qualifications pour l'Euro 2008            |
| 15.  | 20 août 2008      | Tampere (Finlande)           | Israël          | 2-0      | Match amical                               |
| 16.  | 20 août 2008      | Tampere (Finlande)           | Israël          | 2-0      | Match amical                               |
| 17.  | 10 septembre 2008 | Helsinki (Finlande)          | Allemagne       | 3-3      | Qualifications pour la Coupe du monde 2010 |
| 18.  | 28 mars 2009      | Cardiff (Pays de Galles)     | Pays de Galles  | 2-0      | Qualifications pour la Coupe du monde 2010 |
| 19.  | 1er avril 2009    | Oslo (Norvège)               | Norvège         | 2-3      | Match amical                               |
| 20.  | 6 juin 2009       | Helsinki (Finlande)          | Liechtenstein   | 2-1      | Qualifications pour la Coupe du monde 2010 |
| 21.  | 14 octobre 2009   | Hambourg (Allemagne)         | Allemagne       | 1-1      | Qualifications pour la Coupe du monde 2010 |

## Carrière internationale
Jonatan Johansson fait ses débuts en sélection nationale le 16 mars 1996 face au Koweït et marque le seul but du match. Il est un joueur régulier de la sélection finlandaise.

## Palmarès
- Finaliste de la Coupe de Finlande en 1996 et 1997 avec le TPS Turku.
- Vainqueur de la Coupe de la ligue écossaise en 1998 avec les Glasgow Rangers.
- Vice-Champion d'Écosse en 1998 avec les Glasgow Rangers.
- Champion d'Écosse en 1999 et 2000 avec les Glasgow Rangers.
- Vainqueur de la Coupe d'Écosse en 1999 et 2000 avec les Glasgow Rangers.
- Vainqueur de la Coupe de Finlande en 2010 avec le TPS Turku.